# 横田響子
横田 響子（よこた きょうこ、1976年 - ）は、日本の経営者・実業家・ビジネスコーディネーター。株式会社コラボラボの代表取締役、女性社長.netの代表。お茶の水女子大学客員准教授。男女共同参画重点方針専門調査会、総務省 自治体戦略2040構想研究会、第32次地方制度調査会、財務省 財政制度等審議会、情報通信行政検証委員会など、男女共同参画、行財政改革から地方自治分野まで多数委員を歴任。

## 人物
オーストラリアシドニー生まれ。大阪育ち。1999年株式会社リクルートにて営業・新規事業および事業企画を経験後、2006年㈱コラボラボ設立。女性社長.netやJ300など、女性社長を応援する企画に注力。2011年APEC WESにてイノベーターとして表彰。2013年内閣府・男女共同参画局女性のチャレンジ賞受賞。2014年ForbesJapan「未来を創る日本の女性！フォーブスが選ぶ10人」内閣府・男女共同参画局重点方針専門調査会委員、第32次地方制度調査会委員、財政制度等審議会 財政制度分科会委員など。著「女性社長が日本を救う！」

## 著書
- 『女性社長が日本を救う！』（2011年、マガジンハウス）ISBN 978-4838722549

## テレビ出演
- テレビ朝日『朝まで生テレビ!』(2010-02-26)[3]
- NHK『クローズアップ現代』(2011-01-11)[4]
- 日本テレビ『ZERO×選挙2012』(2012-12-6)
- テレビ朝日『朝まで生テレビ!』(2016-02-05)[5]
- テレビ朝日『津田大介 日本にプラス』(2016-04-05)[6]
- テレビ朝日『朝まで生テレビ!』(2019-07-26)[7]